# مطار أباكان
مطار أباكان الدولي (بالروسية: Международный Аэропорт Абакан) (إياتا: ABA، إيكاو: UNAA) هو مطار دولي يخدم مدينة أباكان.

## شركات الطيران والوجهات

### الركاب
| شركـات طيـران     | الوجهات                                  |
| ----------------- | ---------------------------------------- |
| إيروفلوت          | مطار شيريميتييفو الدولي                  |
| Air Kyrgyzstan    | Osh                                      |
| Ayana Airlines    | مطار كيزيل، مطار نوفوسيبيرسك             |
| KrasAvia          | Krasnoyarsk–Cheremshanka، Tomsk          |
| نوردستار          | Norilsk                                  |
| Nordwind Airlines | موسمي عارض: مطار أنطاليا                 |
| خطوط إس سفن       | مطار دوموديدوفو الدولي، مطار نوفوسيبيرسك |

### الشحن
| شركـات طيـران           | الوجهات                                                                                             |
| ----------------------- | --------------------------------------------------------------------------------------------------- |
| Grizodubova Air Company | Chelyabinsk، مطار تيانجين الدولي                                                                    |
| خطوط فولجا دنيبر الجوية | مطار قوانغتشو باييون الدولي، مطار دوموديدوفو الدولي، مطار شانغهاي بودنغ الدولي، مطار تيانجين الدولي |